# کراکووانی (ناحیه کولین)
کراکووانی (به چکی: Krakovany) یک منطقهٔ مسکونی در جمهوری چک است که در ناحیه کولین واقع شده‌است. کراکووانی ۱۰٫۵۴ کیلومتر مربع مساحت و ۷۷۴ نفر جمعیت دارد و ۲۲۶ متر بالاتر از سطح دریا واقع شده‌است.